# Theilenhofen

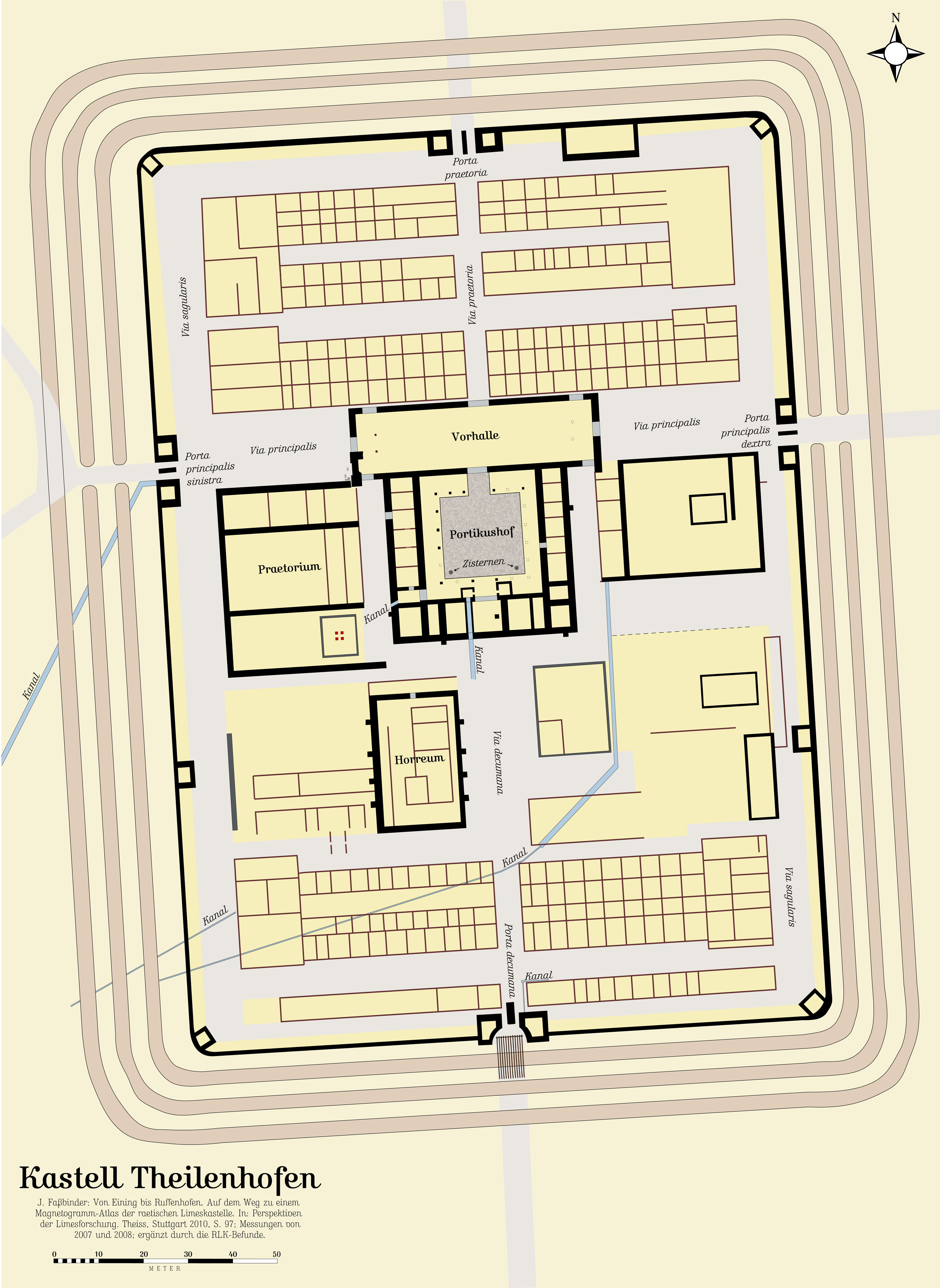
The Roman castle of Iciniacum near Theilenhofen

Theilenhofen là một đô thị tại huyện Weißenburg-Gunzenhausen, bang Bayern, Đức.